# Ованнисян, Арам Мартунович
Арам Мартунович Ованнисян (арм. Արամ Հովհաննիսյան, 6 марта 1963, Капан) — бывший депутат парламента Армении.
- 1986—1991 — Ереванский политехнический институт. Инженер-механик.
- 1982—1984 — служил в советской армии.
- 1984—1991 — работал на Капанском экспериментальном заводе НА Армении рабочим, начальником производственного отдела.
- 1991—1993 — командир добровольческого отряда «Кармракар».
- 1993—1994 — заместитель директора Капанского автопредприятия.
- 1997—1999 — заместитель директора Сюникского пищевого комбината.
- 1999—2003 — был депутатом парламента. Член постоянной комиссии по науке, образования, культуре и вопросам молодёжи. Член «РПА».